# Mandator
Il mandatōr (in greco μανδάτωρ?), termine derivante dalla parola latina che denotava il "messaggero", era un ufficiale subalterno del medio Impero bizantino.

## Storia e funzioni
I mandatores erano un corpo di messaggeri a cui erano affidati incarichi speciali correlati agli uffici di tutti gli ufficiali civili e militari di alto grado, come gli stratēgoi dei themata, i comandanti dei tagmata, i logoteti e altri. Erano posti sotto il comando di un prōtomandatōr (πρωτομανδάτωρ, "primo mandatōr"), un ufficiale di livello medio.
Questi ufficiali non vanno confusi con la dignità onoraria di basilikos mandatōr (βασιλικὸς μανδάτωρ, "mandatōr imperiale"), che era uno dei titoli di corte minori (il quartultimo, tra quello di vestētōr e quello di kandidatos) riservato agli "uomini barbuti" (cioè ai non eunuchi). Secondo il Klētorologion dell'899, la sua insegna era una bacchetta rossa. Insieme alle altre classi di livello inferiore, i basilikoi mandatores erano designati come basilikoi anthrōpoi ("gli uomini dell'imperatore"), ed erano posti sotto il comando di un apposito funzionario con il titolo di prōtospatharios tōn basilikōn.
Sia i semplici mandatores che i basilikoi mandatores, oltre ai prōtomandatores, sono attestati tra il VII e l'XI secolo. Dopo questo periodo scompaiono dalle fonti. Il bizantinista francese Rodolphe Guilland ha avanzato la tesi che fossero stati sostituiti dai tzaousioi.